# قوشجان أباد (غرغان بوي)
قوشجان أباد (بالفارسية: قوشجان‌آباد) هي قرية تقع في إيران في قسم غرغان بوي الريفي. يقدر عدد سكانها بـ 1,019 نسمة .